# Fêtes dipoliennes
« Dipolies » redirige ici. Ne pas confondre avec Dipôle.
Les fêtes dipoliennes ou Dipoleia (en grec ancien : Διπόλεια, Διιπόλια ou Διπολια) étaient des festivités de la Grèce antique qui se déroulaient à Athènes le 14 du mois de Scirophorion (fin du printemps). Elles étaient données en l’honneur de Zeus Polieus (de la cité). La fête avait un caractère agraire où l’on offrait au dieu les prémices de la moisson. Sur ce substrat primitif s’est greffée par la suite la curieuse fête des Bouphonies où un bœuf était sacrifié et où ensuite l’arme utilisée pour le sacrifice était jugée puis reconnue coupable du meurtre de l’animal.

## Sources
- (en + grc) Souda (lire en ligne) (delta, 1045)
- Dictionnaire des antiquités grecques et romaines, C. Daremberg, E. Saglio ; article: Dipoleia